# Ulrich van Württemberg
Ulrich (Reichenweier, 8 februari 1487 - Tübingen, 6 november 1550) was een zoon van Hendrik van Württemberg en Elisabeth van Zweibrücken, en een achterneef van hertog Everhard II. Na de afzetting van Everhard II in 1498 werd Ulrich zijn opvolger. Door zijn vele krijgstochten en zijn verkwistende levensstijl bracht hij de financiën van Württemberg in het ongerede, waardoor hij de toch al zware belastingen moest verhogen. Die belastingen leidden tot een volksopstand, waardoor Ulrich in 1514 het Verdrag van Tübingen diende te aanvaarden en geen oorlog meer kon voeren of belastingen kon heffen zonder de goedkeuring van de Standen. Dit betekende ook het einde van de macht van de adel aan het Württembergse hof.
Na zijn aanval op Reutlingen in 1519, werd hij - onder invloed van de Unie van Zwaben - verdreven en kon hij pas in 1534 terugkeren, met behulp van landgraaf Filips I van Hessen. Bij zijn terugkeer voerde hij de protestantse reformatie door in zijn land. Hij deed dit op ordentelijke wijze; er kwam geen beeldenstorm aan te pas; beelden en andere zaken die in de protestantse eredienst niet thuishoorden, werden verwijderd; katholieke geestelijken die niet wensten mee te werken, behielden een toelage. Vacatures werden vervuld door protestantse geestelijken uit Zwitserland en Hessen. Kerkelijke bezittingen werden wel door hem geseculariseerd, dat wil zeggen ze vervielen aan de wereldlijke autoriteiten. Het hertogdom werd hierdoor aanzienlijk uitgebreid.
In 1546 bezette keizer Karel V Württemberg in de Schmalkaldische Oorlog en dwong Ulrich in 1548 de Augsburger interim-overeenkomst te accepteren. In deze moeilijke situatie overleed Ulrich in 1550. Zijn zoon Christoffel volgde hem op.
Ulrich was in 1511 gehuwd met Sabina van Beieren (1492-1564), dochter van hertog Albrecht IV van Beieren, maar Sabina keerde in 1515 al terug naar Beieren. Hij werd de vader van:
- Anna
- Christoffel van Württemberg.